# Emanuel Câmara
João Emanuel Silva Câmara (Madeira, 4 de agosto de 1960) é um político e antigo árbitro e jogador de futebol, técnico da administração tributária e professor do ensino secundário português. É o atual presidente da Câmara Municipal de Porto Moniz e foi presidente do órgão regional da Madeira do Partido Socialista entre 2018 e 2022.
Perdeu seis vezes as eleições à Câmara Municipal de Porto Moniz (1993, 1997, 2001, 2005 e 2009) antes de as ganhar em 2013, 2017 e 2021. Foi deputado à Assembleia Legislativa da Região Autónoma da Madeira. É pai de Olavo Câmara, também político.